# کاهوی دریایی
کاهوی دریایی (نام علمی: Ulva) نام یک سرده از تیره دریاکاهویان است. کاهوی دریایی یکی از جلبک‌های سبز دریازی است و با استفاده از روش تناوب نسل تولید مثل میکند.
این جاندار پرسلولیست و دارای دو چرخه زندگی اسپوروفیتی و گامتوفیتی می‌باشد.